# .bg
A .bg Bulgária internetes legfelső szintű tartomány kódja, melyet 1995-ben hoztak létre.